# نیسین
نیسین (به انگلیسی: Nisin) با فرمول شیمیایی C۱۴۳H۲۳۰N۴۲O۳۷S۷ یک ترکیب شیمیایی با شناسه پاب‌کم ۱۶۲۱۹۷۶۱ است. که جرم مولی آن ۳۳۵۴٫۰۷ g/mol می‌باشد. 